# Chipotle

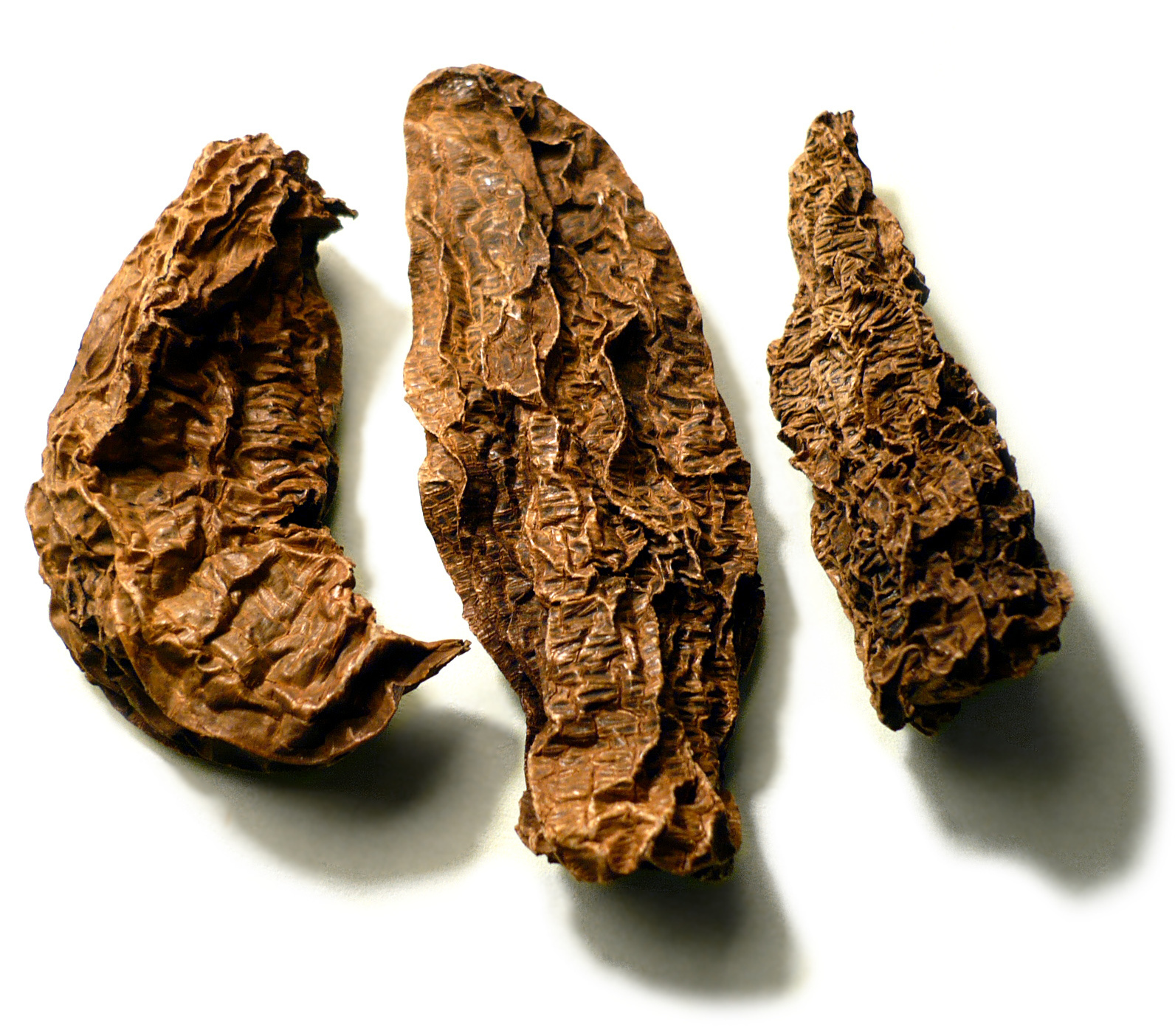
Chipotles

Een chipotle is een gerookte jalapeñopeper. Deze wordt als ingrediënt gebruikt, met name in de Mexicaanse keuken en de tex-mexkeuken. Hij is vrij heet en scoort tussen de 3.000 en 10.000 op de scovilleschaal. De chipotle komt oorspronkelijk uit Midden- en Zuid-Mexico.
Om chipotles te maken worden jalapeño's gebruikt die het groene stadium voorbij zijn en rood gekleurd zijn. Deze worden vervolgens gerookt. Als ze eenmaal uitgedroogd zijn, hebben ze 90% van hun gewicht verloren. Chipotles worden onder meer gebruikt in salsa's.
Het woord chipotle is afkomstig uit het Nahuatl en betekent gerookte chilipeper.